# مژاره
مژاره، روستایی از توابع بخش سراب‌باغ شهرستان آبدانان در استان ایلام ایران است.

## جمعیت
این روستا در دهستان سراب باغ قرار دارد و براساس سرشماری مرکز آمار ایران در سال ۱۳۸۵، جمعیت آن ۳۴ نفر (۷خانوار) بوده‌است.